# Lac de la Haute-Sûre (commune)
Ne doit pas être confondu avec Lac de la Haute-Sûre (lac).
Le Lac de la Haute-Sûre (luxembourgeois : Stauséigemeng ; allemand : Stauseegemeinde) est une commune luxembourgeoise située dans le canton de Wiltz.

## Géographie

### Localisation
La commune est délimitée à l’ouest par la frontière belge qui la sépare de la province de Luxembourg.
|              | Winseler             | Wiltz         |
| Bastogne (B) | Lac de la Haute-Sûre | Goesdorf      |
| Boulaide     |                      | Esch-sur-Sûre |

### Sections de la commune
- Bavigne (chef-lieu)
- Harlange
- Kaundorf
- Liefrange
- Mecher
- Nothum
- Tarchamps
- Watrange

### Autres localités
- Dünkroth
- Schumannseck

## Histoire
La commune est née le 1er janvier 1979 de la fusion des anciennes communes de Harlange et Mecher. Le nom fut choisi en raison de la proximité du lac homonyme.

## Politique et administration

### Liste des bourgmestres
| Identité                          | Période | Période  | Durée  | Étiquette |
| Identité                          | Début   | Fin      | Durée  | Étiquette |
| --------------------------------- | ------- | -------- | ------ | --------- |
| Henri Nanquette (d) (1943 - 2024) | 1979    | 1988     | 9 ans  |           |
| Nico Loes (né en 1952)            | 1988    | 2005     | 17 ans | CSV       |
| René Michels (d)                  | 2005    | 2023     | 18 ans | SÉ        |
| Marco Koeune (d) (né en 1969)     | 2023    | En cours | 2 ans  |           |

## Population et société

### Démographie
L'évolution du nombre d'habitants est connue à travers les recensements de la population effectués dans le pays depuis 1821. Les recensements décennaux de la population permettent de caler les chiffres sur la composition de la population par sexe, âge, nationalité et commune de résidence. Entre deux recensements, la population au 1er janvier de l’année {\displaystyle x} est évaluée en ajoutant à la population au 1er janvier de l’année {\displaystyle x-1} les soldes naturel (naissances {\displaystyle -} décès) et migratoire (arrivées {\displaystyle -} départs) de l'année. La même méthode est appliquée pour la répartition par âge au 1er janvier et les effectifs totaux par nationalité. Depuis le 1er septembre 2023, le Luxembourg dénombre 100 communes.
Au 1er janvier 2024, la commune comptait 2 281 habitants.
| 1821  | 1851  | 1871  | 1880  | 1890  | 1900  | 1910  | 1922  | 1930  |
| ----- | ----- | ----- | ----- | ----- | ----- | ----- | ----- | ----- |
| 1 522 | 2 526 | 2 543 | 2 296 | 2 054 | 1 906 | 1 951 | 1 830 | 1 756 |

| 1935  | 1947  | 1960  | 1970  | 1978  | 1979  | 1981  | 1983  | 1984  |
| ----- | ----- | ----- | ----- | ----- | ----- | ----- | ----- | ----- |
| 1 773 | 1 506 | 1 225 | 1 088 | 1 042 | 1 043 | 1 006 | 1 000 | 1 040 |

| 1985  | 1986  | 1987  | 1988  | 1989  | 1990  | 1991  | 1992  | 1993  |
| ----- | ----- | ----- | ----- | ----- | ----- | ----- | ----- | ----- |
| 1 050 | 1 060 | 1 050 | 1 059 | 1 077 | 1 094 | 1 128 | 1 140 | 1 168 |

| 1994  | 1995  | 1996  | 1997  | 1998  | 1999  | 2000  | 2001  | 2002  |
| ----- | ----- | ----- | ----- | ----- | ----- | ----- | ----- | ----- |
| 1 176 | 1 160 | 1 198 | 1 212 | 1 270 | 1 265 | 1 282 | 1 328 | 1 365 |

| 2003  | 2004  | 2005  | 2006  | 2007  | 2008  | 2009  | 2010  | 2011  |
| ----- | ----- | ----- | ----- | ----- | ----- | ----- | ----- | ----- |
| 1 400 | 1 416 | 1 464 | 1 459 | 1 484 | 1 512 | 1 527 | 1 575 | 1 543 |

| 2012  | 2013  | 2014  | 2015  | 2016  | 2017  | 2018  | 2019  | 2020  |
| ----- | ----- | ----- | ----- | ----- | ----- | ----- | ----- | ----- |
| 1 537 | 1 606 | 1 647 | 1 707 | 1 722 | 1 860 | 1 912 | 1 952 | 2 013 |

| 2021  | 2022  | 2023  | 2024  | - | - | - | - | - |
| ----- | ----- | ----- | ----- | - | - | - | - | - |
| 2 084 | 2 175 | 2 253 | 2 281 | - | - | - | - | - |

Le graphique qui aurait dû être présenté ici ne peut pas être affiché car il utilise l'ancienne extension Graph, désactivée pour des questions de sécurité. Des indications pour créer un nouveau graphique avec la nouvelle extension Chart sont disponibles ici.

## Héraldique
La commune du Lac de la Haute-Sûre reçut ses armoiries le 22 juin 1988. Lors de la fusion des anciennes communes, aucune des deux communes ne disposait d’armoiries.
Le chef de gueules et le champ d'or proviennent des armoiries des seigneurs de Wiltz. Les bandes de sable proviennent du blason du prévôt de Bastogne, qui avait aussi des possessions sur ces communes. La pointe montre un brochet en symbole du lac de la Haute-Sûre qui a donné son nom à la commune.